# 伊利亚斯
伊利亚斯，是西班牙阿斯图里亚斯的一个市镇。总面积26平方公里，总人口1108人（2001年），人口密度43人/平方公里。